# خوشين
خوشين (بالفارسية: خوشین) هي قرية تقع في قسم روئين الريفي (مقاطعة إسفراين) في إيران. يقدر عدد سكانها بـ 1,725 نسمة .